# Chlorops tectifrons
Chlorops tectifrons är en tvåvingeart som beskrevs av Becker 1910. Chlorops tectifrons ingår i släktet Chlorops och familjen fritflugor. Inga underarter finns listade i Catalogue of Life.